# 台中交流道
24°10′30.7″N 120°37′51.5″E / 24.175194°N 120.630972°E
台中交流道是臺灣國道一號的交流道，位於臺中市西屯區，因其銜接原名「台中港路」的臺灣大道而俗稱中港交流道，指標為178k。與大雅交流道、南屯交流道合為臺中市區的三大交流道，是上述三個交流道中車流量最大的，造成其下的平面道路時常大塞車。因應臺中縣市合併升格為直轄市、以及台中港路更名為臺灣大道，該交流道的出口預告標示在2021年1月由「台中｜沙鹿」改為「臺灣大道」。
|            | 178 台中 | 臺灣大道 |
| 台中工業區 | 178 台中 |          |

## 鄰近公路
- 台74線：西屯二交流道
- 台12線
- 市道125號
- 市道127號

## 周邊景點與設施
此交流道目前有多條國道客運路線行經並中途下交流道休息。國光客運及和欣客運目前皆停靠東側朝馬轉運站，而統聯客運大多數往南部的路線停靠西側中港轉運站。
- 朝馬轉運站
- 中港轉運站
- 秋紅谷廣場
- 臺中國家歌劇院
- 東海大學
- 台中工業區
- 中港澄清醫院
- 台中榮民總醫院

## 外部連結
- 國道一號台中交流道示意圖 （页面存档备份，存于）（交通部高速公路局）